# Bonkoré
Bonkoré är en ort i Burkina Faso.   Den ligger i provinsen Bazega Province och regionen Centre-Sud, i den centrala delen av landet, 29 km söder om huvudstaden Ouagadougou. Bonkoré ligger 318 meter över havet och antalet invånare är 851.
Terrängen runt Bonkoré är platt. Närmaste större samhälle är Kombissiri, 16,2 km öster om Bonkoré.
Omgivningarna runt Bonkoré är en mosaik av jordbruksmark och naturlig växtlighet. Runt Bonkoré är det ganska tätbefolkat, med 67 invånare per kvadratkilometer.